# M22 Locust
M22 Skakavac je bio američki tenk tijekom drugog svjetskog rata

## Nastanak i korištenje
Osnovna ideja za nastanak ovog oklopnog vozila je bila ona o potrebi za tenkom koji će biti dovoljno lagan za prevoženje u transportom avionu. Na kraju taj zadatak je bio samo djelomično ispunjen pošto za njegovo smještanje u najveći američki avion trebalo mu je skinut kupolu, koja bi se nakon spuštanja letjelice trebala postavljat natrag na mjesto.
Kako je poanta zračno-desantnih trupa prije svega brzina ta procedura je M22 Skakavac proglasila proizvodnom greškom. Iako je ovaj tenk bio prvi put razvijen još 1941. godine on nije bio upotrebljen sve do 1945. godine kada ga Britanci koriste za prelazak Rajne.
Originalno ime ovog tenka je bilo samo M22 dok su mu nadimak Skakavac darovali Englezi iz sasma razumljivog razloga.

## Oprema
Isto što vrijedi i za M3/M5 Stuart vrijedi vrijedi i za ovaj tenk. Sa svojim topom od samo 37 mm on je bio nesposoban za borbu protiv ijednog neprijateljskog tenka. Slično vrijedi i za oklop koji sa svojom debljinom od samo 25 mm može biti probijen od bilo kojeg protivničkog topa. Ti podaci postaju razlog zašto ovaj američki proizvod amerikanci nisu nikad upotrebljavali u borbi.
Proizvedeno je sveukupno 830 tenkova M22 Skakavac.

## Povijest korištenja
Britanska 6. padobranska divizija je koristila M22 u ožujku 1945. tijekom prelaska Rajne u operaciji Varsity. Nakon rata, nekoliko Skakavaca je predano Egiptu te su korišteni sve do 1956. uključujući i u Arapsko-Izraelskom ratu 1948. Tijekom rata, Izraelske snage su zarobile tri tenka koji su ostali u izraelskoj službi do 1952.